# جلال گلشن
جلال گلشن یزدی ( ۱۴۰۳-۱۳۰۱ یزد) نویسنده و پژوهشگر یزدی. جلال گلشن یزدی متولد ۱۳۰۱ در شهر یزد، فرزند رضا گلشن، از آزادیخواهان یزد و نوه حاج عبدالحسین چیت‌ساز و استادِ فرخی یزدی است. فرخی همواره به این خاندان لقب «استادی» خطاب می‌کرد و رضا گلشن در سخت‌ترین شرایط، یار و یاور فرخی بود. او در واپسین سال‌های عمر خود، برخی از اشیای زینتی مانند نگاره‌ها و آینه قدروسی را به رضا گلشن داده بود. 
جلال گلشن سال‌های پایانی عمر خور را در آمریکا به سر برده است و تا اندازه‌ای از اوضاع یزد به دور بوده است. اما وی در زمینه ارتباطات افراد و خاندان‌های کهن یزد، هنوز حافظه‌ای بسیار قوی داشت و گه‌گاه به یزد می آمد و خاطرات گذشته را مرور می‌کرد که خاطرات وی منجر به نگارش کتاب «دیروز یزد» شد. 
جلال گلشن روز چهارشنبه ۲۴ مرداد ۱۴۰۳ در سن ۱۰۲ سالگی درگذشت.